# 23 Vulpeculae
23 Vulpeculae, som är stjärnans Flamsteed-beteckning, är en trippelstjärna belägen i den norra delen av stjärnbilden Räven. Den har en kombinerad skenbar magnitud på ca 4,52 och är svagt synlig för blotta ögat där ljusföroreningar ej förekommer. Baserat på parallaxmätning inom Hipparcosuppdraget på ca 9,6 mas, beräknas den befinna sig på ett avstånd på ca 340 ljusår (ca 104 parsek) från solen. Den rör sig bort från solen med en heliocentrisk radialhastighet av ca 1,5 km/s.

## Egenskaper
Primärstjärnan 23 Vulpeculae Aa är en orange till röd jättestjärna av spektralklass K3- III Fe-1, där suffixet anger ett överskott av järn i spektrumet. Den har en massa som är ca 2,4 solmassor, en radie som är ca 21 solradier och utsänder ca 146 gånger mera energi än solen från dess fotosfär vid en effektiv temperatur på ca 4 400 K.
Huvudstjärnan 23 Vulpeculae A är en dubbelstjärna med en omloppsperiod av 25,33 år, en excentricitet på 0,40 och en halv storaxel av 0,11 bågsekunder. Dess följeslagare, 23 Vulpeculae Ab, är av magnitud 6,5. Tertiärstjärnan, 23 Vulpeculae B, är separerad med 0,26 bågsekunder och har en magnitud av 6,94.